# Slone Glacier
Slone Glacier är en glaciär i Antarktis. Den ligger i Östantarktis. Nya Zeeland gör anspråk på området. Slone Glacier ligger 241 meter över havet.
Terrängen runt Slone Glacier är varierad. Trakten är obefolkad. Det finns inga samhällen i närheten.